# Fränkische Alb
 Fränkische Alb (eller "Fränkischer Jura", "Frankenalb") er en del af de tyske Mittelgebirge beliggende i delstaten Bayern. Området ligger mellem floderne Donau i syd , og Main i nord, og bjergene når op i 600 meters højde.
Store dele af Fränkische Alb er en del af Naturpark Altmühltal. 
Geologisk set er  Fränkische Alb den østlige fortsættelse af Schwäbische Alb. Begge er en del af Jurabjergene. Bjergkæderne er adskilt af nedslagskrateret Nördlinger Ries.
Den nordlige del af Fränkische Alb er kendt som Fränkische Schweiz. 
49°01′N 10°46′Ø / 49.02°N 10.76°Ø